# Blutaparon portulacoides
Blutaparon portulacoides é uma espécie vegetal muito comum em solos arenosos, como as restingas. Pertence ao gênero Blutaparon da família botânica das Amaranthaceae. É nativa da região costeira do Brasil (nordeste a sul).